# We Are Not Alone
Albums de Breaking Benjamin
Saturate
(2002) Phobia
(2006)
Singles
1. So Cold
Sortie : 30 mars 2004
2. Sooner or Later
Sortie : 28 septembre 2004
3. Rain
Sortie : 28 juin 2005

We Are Not Alone est le deuxième album du groupe Breaking Benjamin paru en 2004. Le nom de l'album est une référence au livre du même nom de James Hilton paru en 1937.
Trois singles ont été extraits de l'album, So Cold, Sooner or Later, et la version avec orchestre de Rain, contrairement à la version originale dans laquelle le seul instrument utilisé est une guitare acoustique, qui est sortie vers la fin du mois de juin 2005. We Are Not Alone s'est vendu à 48 000 exemplaires la première semaine et a été certifié disque de platine par la RIAA le 13 juin 2005. C'est le premier album de Breaking Benjamin à recevoir une étiquette Parental advisory.
Un Live EP est publié avec des éditions limitées de l'album, contenant des versions enregistrées en direct de Sugarcoat, Water, Medicate et Next to Nothing de leur premier album Saturate.
We Are Not Alone est le dernier album studio sur lequel figure le batteur Jeremy Hummel. Le titre Firefly figure dans les jeux vidéo WWE SmackDown ! vs. Raw et WWE Day of Reckoning de 2004.
Selon le critique de AllMusic Johnny Loftus, l'album incorpore stylistiquement le son des premiers Tool à travers les mélodies plus accessibles du post-grunge.

## Liste des titres
Toutes les chansons ont été écrites et composées par Benjamin Burnley, Aaron Fink, Mark Klepaski et Jeremy Hummel sauf pour Follow, Forget It et Rain qui ont été composées par Benjamin Burnley et William Corgan.
| No  | Titre           | Durée |
| --- | --------------- | ----- |
| 1.  | So Cold         | 4:33  |
| 2.  | Simple Design   | 4:15  |
| 3.  | Follow          | 3:18  |
| 4.  | Firefly         | 3:07  |
| 5.  | Break My Fall   | 3:25  |
| 6.  | Forget It       | 3:37  |
| 7.  | Sooner or Later | 3:39  |
| 8.  | Breakdown       | 3:36  |
| 9.  | Away            | 3:12  |
| 10. | Believe         | 3:19  |
| 11. | Rain            | 3:28  |

## Classements
| Classement (2004–05)       | Meilleure position |
| -------------------------- | ------------------ |
| Nouvelle-Zélande (RIANZ)   | 14                 |
| États-Unis (Billboard 200) | 20                 |

| Classement (2004) | Position |
| ----------------- | -------- |
| US Billboard 200  | 160      |
| Classement (2005) | Position |
| US Billboard 200  | 119      |

### Singles
| Année | Chanson         | Classement                    | Meilleure position |
| ----- | --------------- | ----------------------------- | ------------------ |
| 2004  | So Cold         | US Billboard Hot 100          | 76                 |
| 2004  | So Cold         | US Modern Rock Tracks         | 3                  |
| 2004  | So Cold         | US Hot Mainstream Rock Tracks | 2                  |
| 2004  | Sooner or Later | US Billboard Hot 100          | 99                 |
| 2004  | Sooner or Later | US Modern Rock Tracks         | 7                  |
| 2004  | Sooner or Later | US Hot Mainstream Rock Tracks | 2                  |
| 2005  | Rain            | US Modern Rock Tracks         | 39                 |
| 2005  | Rain            | US Hot Mainstream Rock Tracks | 23                 |

## Certifications
| Région                                                                  | Certification | Ventes/Streams |
| ----------------------------------------------------------------------- | ------------- | -------------- |
| Nouvelle-Zélande (RMNZ)                                                 | Or            | 7 500^         |
| États-Unis (RIAA)                                                       | Platine       | 1 000 000^     |
| ^Mise en rayon selon la certification xNon précisé par la certification |               |                |